# رود آتاباپو
رود آتاباپو رودی است که به رود اورینوکو می‌ریزد. این رود از کشورهای ونزوئلا و کلمبیا می‌گذرد.